# Erich Jakob
Erich Jakob, även Jacob, född 22 december 1907 i Königs Wusterhausen, död 5 juni 1974 i Braunschweig, var en tysk kriminalkommissarie och SS-Hauptsturmführer. Han var chef för Rikscentralen för bekämpning av homosexualitet och abort (Reichszentrale zur Bekämpfung der Homosexualität und der Abtreibung) från 1938 till 1943.